# Klo
 For alternative betydninger, se Klo (flertydig). (Se også artikler, som begynder med Klo)
En klo er en buet voksende spids, fundet for enden af en tå eller finger eller på leddyr.
Hos tetrapoderne er kløer lavet af keratin.
En negl er homolog med en klo, men den er fladere og har en buet kant i stedet for et punkt. En negl som er stor nok til at gå på, kaldes en hov.